# 後藤歩
後藤 歩（ごとう あゆみ）は、シー・フォルダ所属のフリーアナウンサー。元NHK契約キャスター。

## 略歴
- 青森県むつ市出身。
- 2006年から3年間NHK青森放送局にて契約キャスターとして活動。
- 2009年4月からはNHK仙台放送局にて契約キャスターとして活動。
- 2012年3月にNHK仙台放送局を退局。NHK時代は菊池歩名義で活動していた。
- 2013年、フリーアナウンサーとしてシー・フォルダに所属する。

## 担当番組
NHK仙台局時代
- てれまさむね - キャスター
- お元気ですか日本列島 - 東北ブロック担当（東日本大震災後は宮城県ニュース担当）

NHK青森局時代
- NHKニュース（ローカルニュース）
- ウィークエンド東北 - 青森県ニュース担当
- あっぷるワイド（「ニュースTODAY」時代から2009年3月まで担当）